# Istruzione in Norvegia

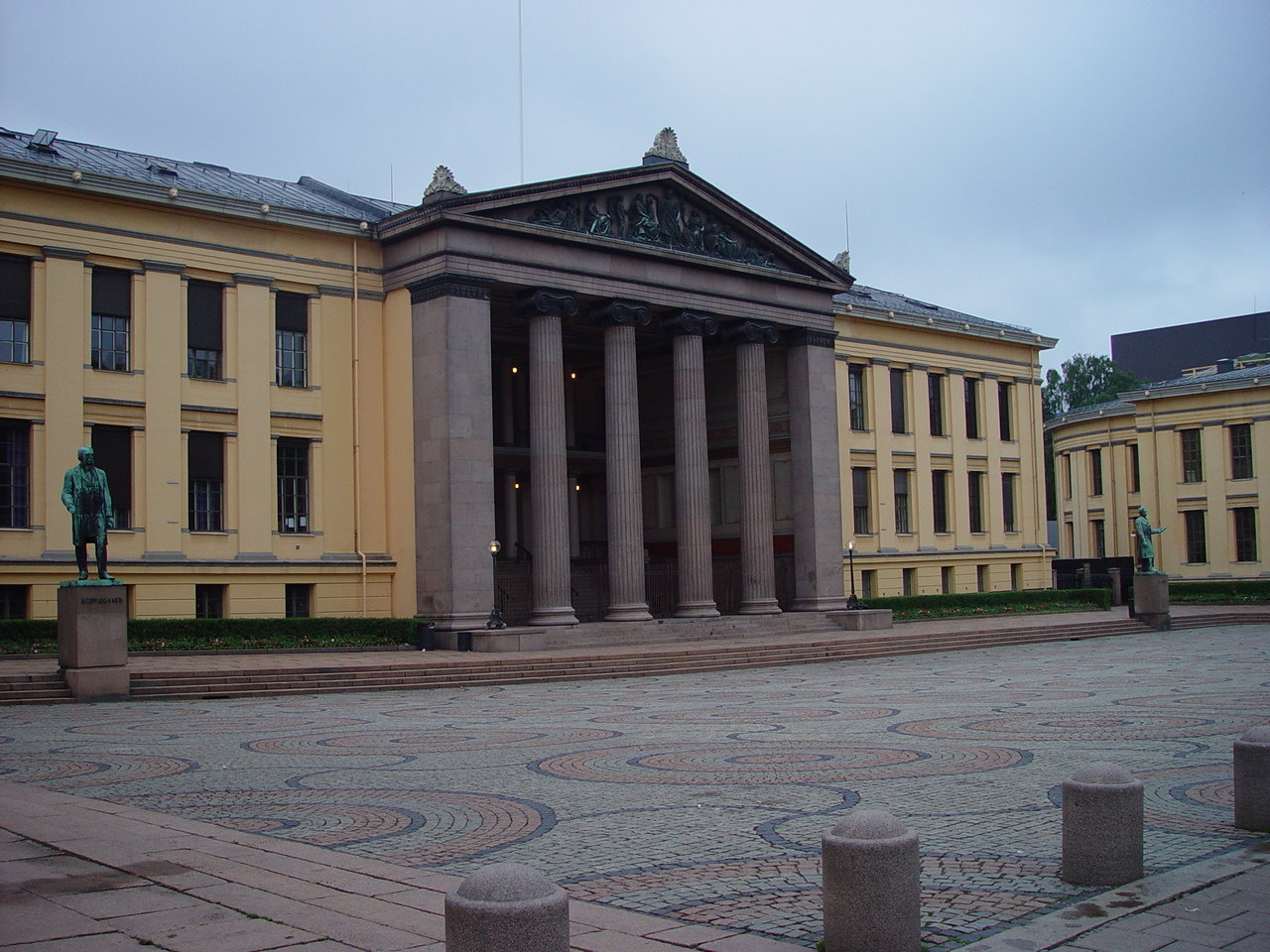
Le università e le scuole superiori sono il grado più alto di istituzioni educative in Norvegia. Qui si vede l'edificio principale dell'Università di Oslo.

 L’istruzione in Norvegia viene disciplinata dallo Storting su proposta del governo per obiettivi e quadri normativi, mentre il Kunnskapsdepartement (KD, Reale Ministero dell’Educazione e della Ricerca) è il supremo organo amministrativo del paese e ha la responsabilità per l'attuazione della politica scolastica nazionale.
Uno standard nazionale comune viene garantito attraverso leggi, regolamenti e programmi di studio. Il governatore di ogni contea ha la responsabilità per la rendicontazione, la supervisione e il controllo che le leggi e i regolamenti vengano rispettati, contribuendo allo sviluppo della qualità, informazione, orientamento e questioni amministrative correnti.
Il Direttorato Norvegese per l’Educazione e la Formazione è stato istituito il 15 giugno 2004, e possiede compiti per quanto riguarda sviluppo, valutazione, amministrazione e informazione nell’ambito dell’istruzione.
Negli ultimi anni è stata effettuata una significativa delega di responsabilità e autorità decisionale dallo Stato ai comuni e alle contee. I comuni hanno la responsabilità per la gestione e l'amministrazione delle scuole primarie, mentre le contee hanno la responsabilità per le scuole secondarie superiori. La legislazione e i programmi di studio forniscono quadri vincolanti, ma all'interno di questi il comune, la scuola e gli insegnanti possono esercitare influenza sui contenuti di apprendimento e sui metodi di lavoro. Ogni singola scuola è diretta da un preside e ha vari consigli e comitati. Lo Stato fornisce significativi contributi economici per il funzionamento delle scuole elementari e delle scuole secondarie superiori, tanto da renderla gratuita per le famiglie, ed ha la responsabilità per università e istituti superiori.
Nel 2016 era il paese tra i paesi OCSE che spendeva più denaro per l'educazione: il 6,3% del PIL.
L'anno scolastico dura da metà agosto a fine aprile, con gli esami finali nel mese di maggio. Le lezioni si svolgono dal lunedì al venerdì. 

## Storia
Nel Medioevo in Norvegia le scuole erano organizzate esclusivamente dalla Chiesa cattolica. Dopo la Riforma protestante, le scuole cattoliche furono trasformate in scuole latine. Nel 1736 la scuola fu resa obbligatoria per tutti i cittadini, ma il provvedimento divenne efficace solo dopo alcuni anni. Nel 1827 fu introdotta la scuola primaria.

## Struttura
- Scuola dell’infanzia: dagli 0 ai 5 anni di età

Istruzione dell’obbligo
- Istruzione primaria: dai 5 ai 16 anni di età

Istruzione non obbligatoria
- Istruzione secondaria: dai 16 ai 19 anni di età
- Scuole popolari superiori
- Scuole professionali
- Università ed istituti superiori
- Formazione continua ed avanzata

## Livelli

### Scuola dell’infanzia (Barnehage)
La scuola dell’infanzia rappresenta l’attività pedagogica effettuata per i bambini fino ai 5-6 anni di età, l’inizio dell’istruzione obbligatoria.

### Istruzione primaria (Grunnskole)
L’istruzione primaria ha una durata di circa 10 anni, dai 5 ai 16 anni di età. Questo livello si sviluppa su due fasi:
- scuola primaria ed intermedia (Barneskole): dalla 1ª alla 4ª classe (5-9 anni) e dalla 5ª alla 7ª classe (10-12 anni)
- scuola media (Ungdomsskole): dall'8ª alla 10ª classe (13-16 anni)

### Istruzione secondaria (Videregående opplæring)
L’istruzione secondaria comprende tutta l'educazione tra l’istruzione primaria e l’istruzione superiore. Gli studenti delle scuole secondarie superiori ottengono un diploma tra competenza di studio o competenza professionale.
- Preparazione allo studio (Studieforberedende, 3 anni), che svolge studi con l’obiettivo di preparare gli studenti all’istruzione superiore. Essa comprende 5 indirizzi: educazione fisica; arte, design e architettura; media e comunicazione; musica, danza e teatro; specializzazione di studio (ancor più incentrato verso l’istruzione superiore, contiene studi scientifici, linguistici, sociali ed economici).
- Professionale (Yrkesfaglig, 3-5 anni), che svolge studi con l’obiettivo di preparare gli studenti alle attività lavorative. Esso comprende 10 indirizzi: edilizia ed ingegneria civile; artigianato, design e sviluppo del prodotto; vendite, servizi e turismo; tecnologia elettrica ed informatica; tecnologia dell'informazione e produzione dei media; tecnologia e materie industriali; parrucchiere, fiorista, design interni e di esposizione; gestione della natura; salute ed educazione; ristorazione e cibo.

Seguendo la tradizione, gli studenti dell'ultimo anno di questo livello sono chiamati russ e celebrano il russefeiring.

### Istruzione superiore

#### Scuole popolari superiori
Le scuole popolari superiori forniscono educazione generale in diverse materie che variano da scuola a scuola. Le scuole durano generalmente per un anno, e sono destinate sia ai giovani che agli adulti. Le scuole popolari superiori non hanno esami formali e sono solitamente collegi. Le lezioni si svolgono generalmente anche di sabato.

#### Scuole professionali
Le scuole professionali forniscono formazione professionale che può essere utilizzata direttamente nella vita lavorativa. L'insegnamento si basa sull'educazione secondaria superiore o competenze reali equivalenti, cioè esperienza in campo lavorativo. Gli studi possono svolgersi a tempo pieno o part-time così come possono essere organizzate sessioni a distanza.

#### Università ed istituti superiori
Successivamente, l'educazione si può svolgere presso università ed istituti superiori. L'educazione si basa solitamente su esami di educazione secondaria superiore triennale. La maggior parte delle istituzioni di educazione superiore sono gestite dallo Stato, ma esistono anche alcuni istituti superiori privati.
Con la “Kvalitetsreformen” l'educazione superiore ha ottenuto una struttura di gradi diversa da prima. Anche l'ampiezza degli studi e il sistema di voti presso università e istituti superiori sono cambiati. Inoltre furono introdotte migliori opportunità per i norvegesi di studiare all'estero.

#### Formazione continua ed avanzata
L'educazione post-laurea e continua è l’educazione che viene in aggiunta a un'educazione di base in una materia per rinnovare, ampliare o aggiornare le conoscenze. Tale educazione continua può essere svolta presso normali istituzioni educative per giovani così come per adulti o a distanza.

## Livello di educazione
Nel 2007 il 79,1% della popolazione norvegese sopra i 16 anni aveva educazione oltre la scuola elementare. Il 43,1% aveva educazione secondaria superiore e il 25,9% educazione universitaria o di istituto superiore Nell'anno di studio 2006/2007, 198.800 studenti hanno preso crediti di studio presso università e istituti superiori norvegesi e il 60% di tutti gli studenti erano nel 2007 donne.

## Finanziamento statale
Il Fondo Statale Norvegese per i Prestiti all'Istruzione fornisce borse di studio e prestiti a studenti e allievi presso normali scuole secondarie superiori, scuole popolari superiori, scuole professionali, istituti superiori e università. La Lånekassa sostiene inoltre studenti presso scuole bibliche, scuole d'arte, scuole IT, brevi educazioni professionali presso scuole private così come scuola elementare ed educazione secondaria superiore per adulti che hanno diritto a tale educazione. Il sostegno finanziario è sottoposto a verifica delle condizioni economiche.